# FERT

Герб королевства Италия с надписями FERT FERT FERT

FERT — девиз Савойского дома, а также королевства Италия в 1861—1946 годов.

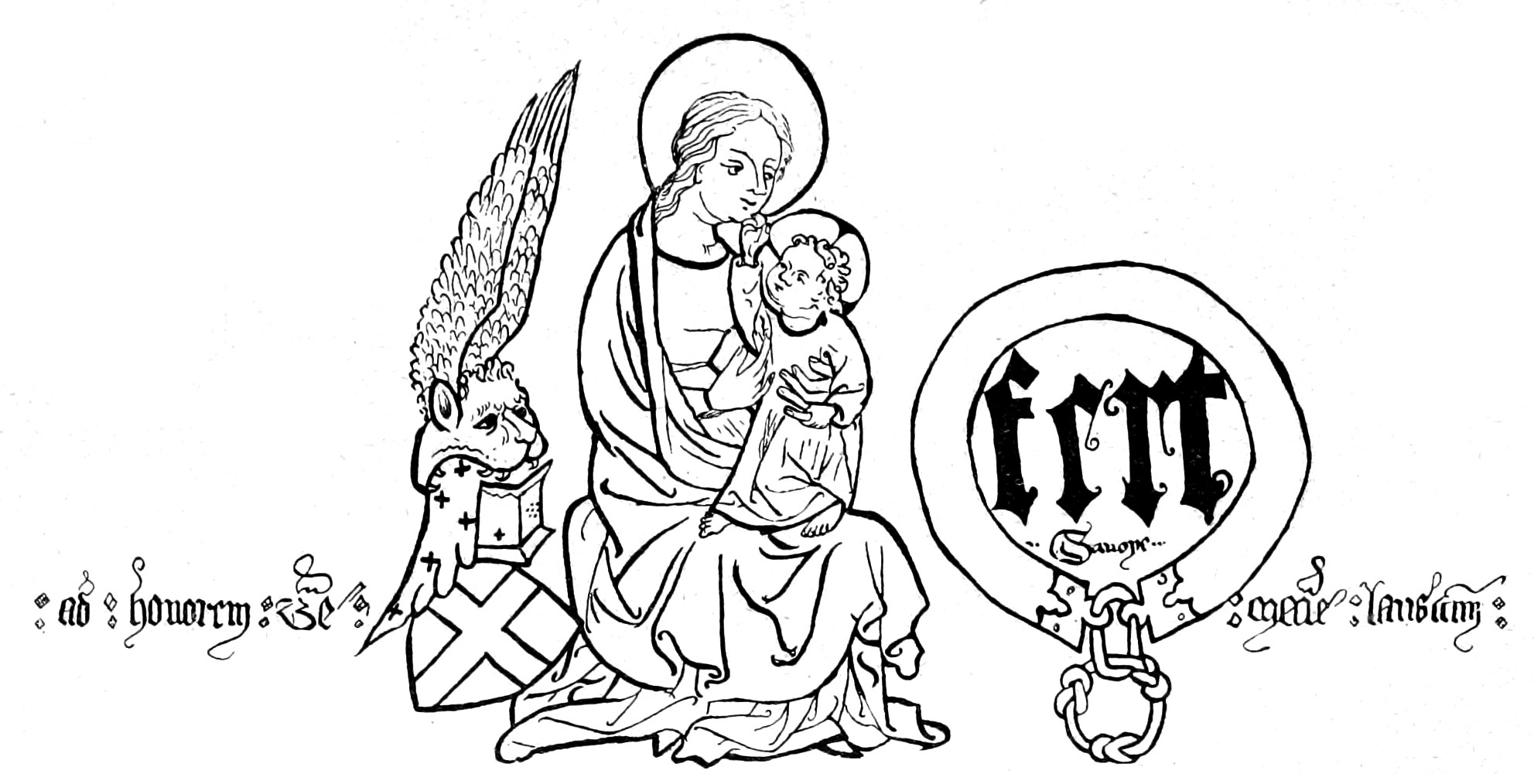
Одно из первых упоминаний FERT, связанных с орденом Аннунциаты, на рисунке 1382 года

Впервые появляется на цепи Высшего ордена Святого Благословения (ордена Аннунциаты) учреждённого в 1362 году. По общепринятому мнению изначально FERT был аббревиатурой «лат. Fortitudo ejus Rhodium tenuit» («Его храбрость спасла Родос»). Она относилась к Амадею V Великому, который в 1315 году участвовал в обороне этого острова от войск Османской империи.
Впоследствии FERT стал акронимом, которому приписывали следующие обозначения:
- лат. Foedere Et Religione Tenemur — «Мы держимся вместе благодаря Договору и Религии»
- лат. Fortitudo Eius Rempublicam Tenet — «Его сила защищает государство»
- лат. Fides Est Regni Tutela — «Верность — защита королевства»

Девиз правящей династии Италии и самого королевства не избежал саркастических толкований, таких как:
- лат. Femina Erit Ruina Tua — «Женщина станет для тебя гибелью»
- фр. Frappez, Entrez, Rompez Tout — «Постучать, войти и всё сломать» — французская острота, касающаяся политики Виктора Эммануила II

Девиз FERT помещали на гурт многих серебряных и золотых монет королевства Италия.